# Большедмитриевское муниципальное образование
Большедмитриевское муниципальное образование — сельское поселение в Лысогорском районе Саратовской области Российской Федерации.
Административный центр — село Большая Дмитриевка.

## История
Статус и границы сельского поселения установлены Законом Саратовской области от 29 декабря 2004 года № 118-ЗСО «О муниципальных образованиях, входящих в состав Лысогорского муниципального района».

## Население
| 1989  | 2002  | 2006  | 2009  | 2010  | 2011  | 2012  |
| ----- | ----- | ----- | ----- | ----- | ----- | ----- |
| 1536  | ↘1399 | ↘1326 | ↘1290 | ↘1231 | ↘1227 | ↘1208 |
| 2013  | 2014  | 2015  | 2016  | 2017  | 2018  | 2019  |
| ↗1245 | ↗1247 | ↗1259 | ↘1237 | ↘1222 | ↘1214 | ↗1216 |
| 2020  | 2021  |       |       |       |       |       |
| ↘1193 | ↘1049 |       |       |       |       |       |

## Состав сельского поселения
| № | Населённый пункт   | Тип населённого пункта       | Население |
| - | ------------------ | ---------------------------- | --------- |
| 1 | Большая Дмитриевка | село, административный центр | ↘640      |
| 2 | Висловка           | деревня                      | →11       |
| 3 | Двоенка            | село                         | ↗512      |
| 4 | Золотая Гора       | село                         | →68       |